# Monomorium sculpturatum
Monomorium sculpturatum är en myrart som beskrevs av Clark 1934. Monomorium sculpturatum ingår i släktet Monomorium och familjen myror. Inga underarter finns listade i Catalogue of Life.